# Beautiful Something
Beautiful Something je americký hraný film z roku 2015, který režíroval Joseph Graham podle vlastního scénáře. Snímek měl světovou premiéru na Miami Gay and Lesbian Film Festival dne 26. dubna 2015.

## Děj
Brian se snaží dopsat román, ale nedaří se mu to. Vztah se mu rozpadl a nový se mu nedaří navázat. Jim žije se sochařem Drewem, ale vztah by chtěl ukončit. Bob je bohatý finančník, který žije dvojí život. Jejich osudy se jedné noci prolnou. 

## Obsazení
| Brian Sheppard     | Brian       |
| Zack Ryan          | Jim         |
| Colman Domingo     | Drew        |
| John Lescault      | Bob Willams |
| David Melissaratos | Chris       |
| Grant Lancaster    | Dan         |
| Matthew F. Rios    | Sergio      |
| Carlo D'Amore      | Tony        |
| Themo Melikidze    | Scotty      |
| Peter Patrikios    | Dom         |
| Clinton Jack Hill  | Limo        |